# Manfredi de Hertelendy
Manfredi de Hertelendy (San Fernando, 1856. május 15. – San Fernando, 1904. november 26.) magyar származású argentin földbirtokos, Clorinda városának alapítója.

## Élete
A hertelendi és vindornyalaki Hertelendy nemesi család tagja. Apja Hertelendy Károly (1834–1895), apai nagyszülei Hertelendy Károly (1792–1855), földbirtokos és Simonyi Hajas Anna voltak. Az apai nagyapai dédszülei Hertelendy György (1758–1829), földbirtokos, Zala vármegyei szolgabíró és nemes Zsömböly Judit voltak.
Apja még Kustányban született, de az 1848-as forradalom után kivándorolt Argentínába, ahol (a ma Buenos Aires tartományban található San Fernandóban) egy Clotilde Pietranera nevű nőtől 1856-ban megszületett fia, Manfredi. Az apa a fiú 20 éves korában elhunyt, az anya megvakult, ettől kezdve a fiú nagynénje és keresztanyja, Clorinda Pietranera és annak férje, Ruggero Bossi támogatását élvezte. A haladó szellemű, erős jellemű Manfredi apjától is örökölt birtokokat, 1899. szeptember 26-án pedig az argentin állam, elismerve, hogy teljesíti egy település létesítésének feltételeit, rá és Bossira bízott egy 80 000 hektáros területet az ország északkeleti részén, a Pilcomayo és a Paraguay folyók összefolyásánál. Itt alapította meg Hertelendy (egy forrás szerint 1900. július 3-án) a később nagynénje tiszteletére Clorindának elnevezett települést, amely később megyeszékhellyé és Formosa tartomány egyik legjelentősebb városává fejlődött. Hertelendy már az alapításkor felismerte, hogy kiváló földrajzi helyzetének köszönhetően az új település a nemzetközi kereskedelem fontos központja lehet, a környék pedig alkalmas arra, hogy újféle növények: a gyapot és a kaucsuk termesztésével kísérletezzenek.
Fáradhatatlan utazóként járta Dél-Amerika térségeit, és igyekezett távolabbi vidékekkel is megismertetni azokat a lehetőségeket, amelyek az ő területein feltárultak. Belga tőkésekkel társulva részt vett a Ferrocarril Sudamericano nevű vasút felépítésében, amelynek végállomása Reconquista városában épült ki, és bár Hertelendy tervezte, hogy meg kellene hosszabbítani Asunción irányába (útba ejtve természetesen Clorindát is), majd folytatni egészen a bolíviai Santa Cruz de la Sierráig, de ez végül nem valósult meg. Egy Bracht és egy Devoto nevű emberrel társulva megalapította a kebracsó fával foglalkozó Argentin Kebracsótársaságot is.
Folyamatos kapcsolatban állt Irinéo Lima és Vicente Posadas kormányzókkal, valamint olyan, a regionális közéletben jelentős szerepet betöltő emberekkel is, mint lorencio Gorleri, Domingo Bibolini, Antonio Petirossi és Santiago Tarantini. 1897-ben kötött házasságot a genovai és spanyol származású, de már Argentínában született Elvira Maranával, akivel három gyermekük született: Aníbal, Jorgelina, valamint Rolando de Hertelendy, aki 1946 és 1950 között Formosa kormányzója is volt.
1904. november 26-án váratlanul hunyt el hashártyagyulladás következtében, éppen négy nappal azelőtt, hogy tervezett magyarországi látogatására elindulhatott volna. Földi maradványait ma a clorindai katolikus templomban őrzik.